# Leavenworthia uniflora
Leavenworthia uniflora là một loài thực vật có hoa trong họ Cải. Loài này được (Michx.) Britton mô tả khoa học đầu tiên năm 1894.